# بيدرو فرنانديز (لاعب كرة قدم أرجنتيني)
بيدرو فرنانديز (بالإسبانية: Pedro Nahuel Fernández)‏ (5 أبريل 1987 في الأرجنتين - ) هو لاعب كرة قدم أرجنتيني في مركز حراسة المرمى.

## وصلات خارجية
- بيدرو فرنانديز على موقع قاعدة بيانات كرة القدم.إي يو (الإنجليزية)
- بيدرو فرنانديز على موقع Soccerway.com (الإنجليزية)